# Cinnamomum psychotrioides
Cinnamomum psychotrioides är en lagerväxtart som först beskrevs av Carl Sigismund Kunth, och fick sitt nu gällande namn av André Joseph Guillaume Henri Kostermans. Cinnamomum psychotrioides ingår i släktet Cinnamomum och familjen lagerväxter. Inga underarter finns listade i Catalogue of Life.